# Lewis Holmes Kenan
Lewis Holmes Kenan (* 1833 in Milledgeville, Baldwin County, Georgia; † 1871 ebenda) war ein amerikanischer Rechtsanwalt und Politiker. Er war der Sohn von Augustus Holmes Kenan und Henrietta Alston, Großneffe von Willis Alston, Neffe von Augustus A. Alston und Cousin ersten Grades von Robert A. Alston.
Kenan diente nach dem Ausbruch des Amerikanischen Bürgerkriegs als Offizier in der Konföderiertenarmee. Nach dem Krieg bekleidete von 1867 bis 1868 einen Sitz im Senat von Georgia, wobei er dort den 20. Wahldistrikt vertrat.
Er wurde 1871 in Milledgeville, Georgia erschossen.